# Lespesia westonia
Lespesia westonia är en tvåvingeart som först beskrevs av Herbert John Webber 1930.  Lespesia westonia ingår i släktet Lespesia och familjen parasitflugor.
Artens utbredningsområde är Kalifornien. Inga underarter finns listade i Catalogue of Life.